# Bernard Demiaux
Bernard Demiaux est un artiste français, né à Nice le 13 janvier 1947. Il vit et travaille à Paris et en Bretagne. Il est lauréat de la Villa Médicis dans le cadre du programme Hors les Murs en 1996 et Grand Prix de la Biennale d’Art Graphique de Séoul en 1990.
Dans le but de promouvoir toutes les formes d’expression et de performance numériques, Bernard Demiaux fonde en 1990 le Centre de Binarisation à Paris. Il est également auteur de plusieurs ouvrages, dont Objets-plus, co-écrit avec le critique Pierre Restany et, plus récemment, Le Programme et la Main, préfacé par l’essayiste et théoricien Norbert Hillaire.Ses œuvres ont notamment fait l’objet d’expositions au Centre Georges-Pompidou, à la documenta de Cassel, à la Biennale de Venise et au Musée d’art contemporain de l’Université de São Paulo.
Avec son collectif Digital Art, Bernard Demiaux participe à une manifestation importante au Grand Palais en 1980, laquelle demeure une contribution emblématique et pionnière du domaine des arts numériques.

## Parcours, théorie et pratique artistique

### L’avènement de l’art numérique (1970-1980)
C’est au cours d’un voyage aux États-Unis que Bernard Demiaux découvre, au début des années 1970, le micro-ordinateur. L’informatique étant alors exclusivement liée aux secteurs de pointe, l'artiste y voit un outil d’expression novateur, et plus encore, un moyen de questionner le rapport à la technologie et aux signes. À l’aube de l’informatisation et de sa diffusion généralisée, il constate que ce qu’il nomme les objets-plus, à l’instar de la bicyclette chez Marcel Duchamp, la reprographie chez Andy Warhol ou la compression de César, se situent désormais dans le vaste champ de l’informationnel et du calculé. Questionnant la manière dont l’information est mise en mémoire, et ce, suivant un processus de binarisation, c’est en 1980 et avec une exposition collective au Grand Palais à Paris que Bernard Demiaux présente les travaux de son collectif Digital Art nouvellement créé, en compagnie d’artistes canadiens, belges, suédois et français.

### Le binaire et l’informel, du numérique à la toile (1980-1990)
Au cours des années 1980, Bernard Demiaux continue d’explorer les enjeux liés à l’informatisation, notamment avec l’installation Yes/No (1989), où une rangée de dix ordinateurs Macintosh recomposent à l’aide de programmes génératifs les objets-plus des grands artistes contemporains, objets-totems ou objets-symboles retranscrits sous la forme d’une succession de signes binaires. Quelques années avant le réseau internet et la consécration du digital, c’est le statut de l’objet – en l’occurrence la machine d’information –, qui est questionné par l’artiste. Mais Bernard Demiaux explore également les multiples aspects de la binarité qui, entre hasard et calcul, unit le programme à l’écran et la pensée rationnelle (dont l’informatique constitue une mise en pratique) à l’expression artistique.
Au-delà de l’opposition entre ce qui est programmé et ce qui est exprimé par l’artiste, il est aussi question de faire émerger, par le biais du binaire, une infinité de formes et de figures. Cette problématique, située au cœur des enjeux liés à la numérisation et aux nouvelles technologies, Bernard Demiaux continuera de l’explorer sous un angle plus graphique et pictural.

### Code, nature et paysage (2000-)
Depuis les années 2000, le travail de Bernard Demiaux évolue peu à peu vers une plasticité dans laquelle le binaire occupe toujours une place prépondérante, notamment dans la manière dont l’artiste relie les formes aux processus génératifs et à la combinaison mathématique des programmes. Résolument orientés vers la peinture, ces travaux témoignent d’une lecture spécifique de l’œuvre d’art où le procédural tient lieu de geste artistique et où, d’une logique faite de 0 et de 1, se déploient les esquisses vibrantes de paysages, sortes d’échos visuels venus des confins de l’ordinateur.
Ainsi, au-delà des ressorts du programme, des calculs qu’opère la machine, les œuvres de Bernard Demiaux sont les révélateurs d’une rencontre entre des hasards, des possibles, lesquels finissent par questionner le rôle de l’encodage et de la mise en mémoire des signes dans l’art et, plus généralement, dans le vivant. Cette réflexion sur les formes naturelles, rappelant Galilée et son rêve d’une nature mathématisée, ou avant lui Lucrèce et son poème scientifique De la nature, Bernard Demiaux l’inscrit dans une trajectoire où le binaire, sorte d’état primitif du langage informatique, constitue le rythme non moins élémentaire qui est à la base de l’expression graphique. Dans le même ordre idée, l’anthropologue André Leroi-Gourhan perçoit déjà dans les rythmes élémentaires (comme la dynamique de la marche et l’animation motrice du bras) "...l’inscription de l’individu dans un dispositif créateur non plus d’espace et de temps, mais de formes." Ainsi les rythmes binaires, loin de tout mimétisme entre le vivant et l’artificiel, nous rappellent le rôle de la main et des gestes dans l’acte de création. La main et le programme ne semblent donc pas, à ce stade, si étrangers l’un de l’autre, et à l’art numérique de continuer à questionner, à sa manière, la nature et les enjeux de l’expression artistique.

## Œuvres

### Années 1990
- 1992 : Memory XX (Allemagne)
- 1994 : Commedia dell' Arte (Italie)
- 1995 : Overdose Family (Brésil)
- 1996 : Coca Tango (Argentine)

#### En collaboration avecAna Rosa Richardson
- 1992 : Memory XX. documenta 9 de Cassel (avec Casino Container et Piazza Virtuale).
- 1994 : Commedia dell' Arte. Arte in Francia 1970-1993. Bologne, Galeria Communale d'Arte Moderne di Bologna.
- 1995 : Overdose Family. Arte no Seculo XXI. Musée d'Art contemporain de São Paulo.
- 1996 : Coca Tango. Villa Médicis hors les murs, Argentine.

### Années 2000

#### La nature réinventée (Paris-Berkeley)
- 2003 : Ombres et Brumes
- 2004 : Nature-Paysages
- 2005 : Objets-Faune
- 2006 : Power flowers et Stardust memories
- 2007 : Reflets de Nice et Ricochets
- 2008 : Les chemins du Pouldu et Cyberterritoires
- 2009 : Crise de Crise et Les Objets Plus (1989-2009)

Le passé réinventé (Paris - Le Pouldu)
- 2012 : Traces et Paris dans ses quartiers
- 2013 : Quelques instants plus tard
- 2014 : Fireworks (1978 - 2013)
- 2015 : La Rivière, la Forêt, les Korrigans
- 2016 : Temps sur Temps
- 2018 : Le Réel et son double
- 2019 : Le Passé recomposé
- 2020 : Les Mots d'Espoir
- 2021 : Aux portes de l'Enfer
- 2022 : Lost in Transition

## Expositions

### Années 2007-2008
- Eureka. Fondation 93, Cité des sciences et de l'industrie|Cité des Sciences de la Villette – du 17 au 22 juin 2008
- Cartes et Territoires. 4 place de Séoul, Paris 14e – du 5 au 12 juin 2008
- Petits formats. 4 place de Séoul, Paris 14e – du 7 décembre 2007 au 7 février 2008
- Peindre à l'ère numérique. 4 place de Séoul, Paris 14e – du 18 au 25 octobre 2007
- Code Nature. Méridien Montparnasse, Paris 14e – du 17 septembre au 30 novembre 2007
- Nice Grande Nocturne. Festival du Livre de Nice – 16 juin 2007
- La Fabrique du Futur. Chez Artazart – du 7 mars au 4 avril 2007
- Code Nature. Galerie Sainte-Réparate, Nice – du 17 janvier au 14 mars 2007

### Années 2012 - 2022
- La peinture au temps de l'Intelligence Artificielle . Galerie des Grands Sables - Le Pouldu du 7 juillet au 6 Août 2023
- Lost in Transition . Galerie des Grands Sables - Le Pouldu du 11 au 31 juillet 2022
- Aux portes de l'Enfer. Galerie des Grands Sables - Le Pouldu du 14 au 31 août 2021
- Mots d'Espoir. Performance en ligne - Le Pouldu du 2 au 30 septembre 2020
- Le Passé recomposé. Galerie des Grands Sables - Le Pouldu du 3 au 31 août 2019
- Code dripping. Digital Art - Paris St Lazare du 6 au 12 décembre 2018
- Le Réel et son double. Galerie des Grands Sables - Le Pouldu du 3 au 31 août 2018
- Gauguin etc. Digital Art - Paris  St Lazare Décembre du 14 au 23 décembre 2017
- Temps sur Temps. Galerie des Grands Sables - Le Pouldu du 4 au 25 août 2017
- Rimbaud Voyelles. Galerie Huberty et Breyne  - Bibliothèque Louis Nucera - Nice du 11 février au 1er avril 2017
- Temps sur Temps. Galerie Goulven - Le Pouldu  du 5 au 26 août 2016
- La Rivière, la Forêt, les Korrigans - Galerie Goulven - Le Pouldu août 2015
- Mémoire,  Ville et Estampe. Galerie du Montparnasse - Paris du 7 au 24 septembre 2013
- Paris dans ses Quartiers. Galerie L'Expo - Paris 14 - du 8 au 17 novembre 2012
- Quelques instants plus tard... Galerie Huberty et Breyne  Paris/Bruxelles - du 19 octobre au 7 novembre 2012

## Ouvrages
- Pierre Restany et Bernard Demiaux. Les Objets Plus et leurs présentations informationnelles. Paris :  éd. La Différence, 1989  (ISBN 2-7291-0444-5).
- Bernard Demiaux. Le programme et la Main (préfacé par Norbert Hillaire). Paris :  éd. du Sextant, 2010  (ISBN 978-2-84978-032-9).